# Thiago Grippi
Thiago Polcaqui Grippi (Campinas, 9 settembre 1988) è un giocatore di calcio a 5 brasiliano.

## Biografia
Grippi è nipote dell'allenatore ed ex calciatore della nazionale brasiliana Paulo Silas. Fa parte dell'associazione Atleti di Cristo.

## Carriera
Laterale destro con propensione difensiva, durante la carriera è stato frequentemente schierato come ultimo, posizione che esalta la sua prolificità sotto porta. Cresciuto nel settore giovanile del Guarani, dove alterna calcio a 5 e calcio a 11, gioca alcuni campionati regionali con l'Esporte Clube Pulo do Gato dove viene notato da un osservatore italiano che lo propone al Regalbuto. Con i siciliani disputa tre stagioni in Serie A2, nell'ultima delle quali si laurea capocannoniere del girone B mettendo a segno 38 reti. Acquistato dalla Luparense, è ben presto ceduto all'Augusta con cui conclude in prestito il campionato di Serie A 2011-12. Si trasferisce quindi in Qatar dove gioca per cinque anni nel Al-Rayyan con cui disputa nel 2016 la Coppa Internazionale. Nell'ultima stagione al Al-Rayyan mette a segno 46 reti, vince il titolo di capocannoniere e il premio di miglior giocatore del campionato. Il 12 agosto 2017 il CAME Dosson annuncia il tesseramento del laterale paulista.

## Palmarès

### Club
- Campionato qatariota: 2
Al-Rayyan: 2013-14, 2014-15

### Individuale
- Capocannoniere della Serie A2: 1
2010-11 (38 gol)
- Capocannoniere della Qatar Futsal League: 1
2016-17 (46 gol)